# Niemieccy posłowie do Parlamentu Europejskiego 2024–2029
Niemieccy posłowie X kadencji do Parlamentu Europejskiego zostali wybrani w wyborach przeprowadzonych 9 czerwca 2024, w których wyłoniono 96 deputowanych.

## Posłowie według list wyborczych
Unia Chrześcijańsko-Demokratyczna
- Hildegard Bentele
- Stefan Berger
- Daniel Caspary
- Lena Düpont
- Christian Ehler
- Michael Gahler
- Jens Gieseke
- Niclas Herbst
- Peter Liese
- Norbert Lins
- David McAllister
- Alexandra Mehnert
- Verena Mertens
- Dennis Radtke
- Oliver Schenk
- Christine Schneider
- Andreas Schwab
- Ralf Seekatz
- Sven Simon
- Sabine Verheyen
- Axel Voss
- Marion Walsmann
- Andrea Wechsler

Unia Chrześcijańsko-Społeczna
- Christian Doleschal
- Markus Ferber
- Monika Hohlmeier
- Stefan Köhler
- Angelika Niebler
- Manfred Weber

Alternatywa dla Niemiec
- Christine Anderson
- Anja Arndt
- René Aust
- Arno Bausemer
- Irmhild Boßdorf
- Markus Buchheit
- Petr Bystron
- Siegbert Droese
- Tomasz Froelich
- Marc Jongen
- Alexander Jungbluth
- Mary Khan-Hohloch
- Hans Neuhoff
- Volker Schnurrbusch, poseł do PE od 4 kwietnia 2025[1]
- Alexander Sell

Socjaldemokratyczna Partia Niemiec
- Katarina Barley
- Gabriele Bischoff
- Udo Bullmann
- Delara Burkhardt
- Vivien Costanzo
- Tobias Cremer
- Matthias Ecke
- Jens Geier
- Bernd Lange
- Maria Noichl
- René Repasi
- Sabrina Repp
- Birgit Sippel
- Tiemo Wölken

Zieloni
- Rasmus Andresen
- Michael Bloss
- Anna Cavazzini
- Daniel Freund
- Alexandra Geese
- Martin Häusling
- Sergey Lagodinsky
- Katrin Langensiepen
- Erik Marquardt
- Hannah Neumann
- Jutta Paulus
- Terry Reintke

Sojusz Sahry Wagenknecht
- Fabio De Masi
- Ruth Firmenich
- Thomas Geisel
- Friedrich Pürner
- Michael von der Schulenburg
- Jan-Peter Warnke

Wolna Partia Demokratyczna
- Andreas Glück
- Svenja Hahn
- Moritz Körner
- Jan-Christoph Oetjen
- Marie-Agnes Strack-Zimmermann

Die Linke
- Özlem Demirel
- Carola Rackete
- Martin Schirdewan

Freie Wähler
- Engin Eroglu
- Christine Singer
- Joachim Streit

Volt
- Damian Boeselager
- Nela Riehl
- Kai Tegethoff

Die PARTEI
- Sibylle Berg
- Martin Sonneborn

Die Tierschutzpartei
- Sebastian Everding

Ekologiczna Partia Demokratyczna
- Manuela Ripa

Niemiecka Partia Rodzin
- Niels Geuking[2]

Partei des Fortschritts
- Lukas Sieper

Byli posłowie X kadencji do PE
- Maximilian Krah (z listy AfD), do 24 marca 2025[3]